# Introduction à la philosophie de l'histoire
Rédigée entre 1935 et 1937 par Raymond Aron, l'Introduction à la philosophie de l'histoire. Essai sur les limites de l’objectivité historique constitue le corpus de sa thèse en doctorat de philosophie, soutenue le 26 mars 1938 à la Sorbonne sous la présidence de Léon Brunschvicg.
Il y mène essentiellement une réfutation du positivisme, pensée dominante dans le paysage philosophique français au moment de son édition, affirmant notamment : « c'est l'histoire elle-même qui me délivre de l'histoire ».
Ce travail est également l'occasion pour Aron de promouvoir en France quatre penseurs allemands, jusqu'alors méconnus : Wilhelm Dilthey, Max Weber, Georg Simmel et Heinrich Rickert.
Selon Sylvie Mesure, chercheuse au CNRS, l'ouvrage porte sur « l'articulation entre une réflexion sur les conditions et  les limites de la connaissance de la réalité historico-sociale (une philosophie des sciences sociales) et une analyse des actions historiques et des valeurs susceptibles de les animer ou d'en permettre le jugement (une philosophie de la politique). »
Aron précise lui-même dans l'ouvrage que celui-ci procède pour une bonne part, d'une décision prise en 1930 d'étudier le marxisme pour soumettre ses idées politiques à une révision philosophique, au sens d'une réflexion sur la philosophie marxiste de l'histoire, héritière de Hegel, fondement de ce qui fait du marxisme une philosophie de l'action historique.